# Wybory prezydenckie w Serbii w 2012 roku
Wybory prezydenckie w Serbii w 2012 roku odbyły się w dwóch turach – pierwszej 6 maja 2012 i drugiej 20 maja 2012. Były to wybory przedterminowe. Prezydent Boris Tadić złożył urząd na 10 miesięcy przed końcem kadencji, by umożliwić przeprowadzenie w jednym czasie wspólnych wyborów parlamentarnych i prezydenckich, w których również zadeklarował swój start.
O urząd prezydenta Serbii ubiegało się 12 osób. Pierwszą turę wygrał nieznacznie starający się o reelekcję prezydent Boris Tadić z Partii Demokratycznej. W drugiej o ponad 70 tys. głosów pokonał go jednak Tomislav Nikolić z Serbskiej Partii Postępowej.

## Wyniki wyborów
| Kandydat                               | Podmiot wystawiający                   | Głosy (1 tura) | %      | Głosy (2 tura) | %      |
| -------------------------------------- | -------------------------------------- | -------------- | ------ | -------------- | ------ |
| Tomislav Nikolić                       | Serbska Partia Postępowa               | 979 216        | 25,05  | 1 552 063      | 49,54  |
| Boris Tadić                            | Wybór dla Lepszego Życia               | 989 454        | 25,31  | 1 481 952      | 47,31  |
| Ivica Dačić                            | SPS-PUPS-JS                            | 556 013        | 14,23  |                |        |
| Vojislav Koštunica                     | Demokratyczna Partia Serbii            | 290 861        | 7,44   |                |        |
| Zoran Stanković                        | Zjednoczone Regiony Serbii             | 257 054        | 6,58   |                |        |
| Čedomir Jovanović                      | Preokret                               | 196 668        | 5,03   |                |        |
| Jadranka Šešelj                        | Serbska Partia Radykalna               | 147 793        | 3,78   |                |        |
| Vladan Glišić                          | Grupa obywateli                        | 108 303        | 2,77   |                |        |
| István Pásztor                         | Związek Węgrów Wojwodiny               | 63 420         | 1,62   |                |        |
| Zoran Dragišić                         | Grupa obywateli                        | 60 116         | 1,54   |                |        |
| Muamer Zukorlić                        | Grupa obywateli                        | 54 492         | 1,39   |                |        |
| Danica Grujičić                        | Sojusz Socjaldemokratyczny             | 30 602         | 0,78   |                |        |
| Razem                                  | Razem                                  | 3 736 476      |        | 3 034 015      |        |
| Liczba wyborców                        | Liczba wyborców                        | 7 026 579      |        | 6 771 479      |        |
| Łączna liczba głosujących (frekwencja) | Łączna liczba głosujących (frekwencja) | 3 911 136      | 57,77% | 3 132 679      | 46,26% |